# Hydropsyche cuanis
Hydropsyche cuanis là một loài Trichoptera trong họ Hydropsychidae. Chúng phân bố ở miền Tân bắc.